# Persone di nome Moussa
| Questa pagina contiene informazioni ricavate automaticamente dalle voci biografiche con l'ausilio del template Bio e di un bot. L'aggiornamento è periodico e automatico e ricostruisce completamente la pagina. Se manca una persona in questa lista, sei pregato di non aggiungerla, ma accertati piuttosto che la sua voce biografica contenga il template Bio e che i dati anagrafici siano correttamente compilati. Se il template Bio manca, inseriscilo tu stesso o, in alternativa, metti l'avviso {{tmp\|Bio}} che ne segnala la mancanza. Se i dati riportati sono sbagliati, correggi direttamente la voce biografica; le modifiche saranno visibili in questa lista entro pochi giorni. Per chiarimenti vedi il progetto antroponimi. La lista contiene solo le 66 persone che sono citate nell'enciclopedia e per le quali è stato implementato correttamente il template Bio. Pagina aggiornata al 23 mag 2025. |

Questa è una lista di persone presenti nell'enciclopedia che hanno il nome Moussa, suddivise per attività principale.

## Allenatori di calcio(2)
- Moussa Bezaz, allenatore di calcio e ex calciatore algerino (Grarem Gouga, n. 1957)
- Moussa Latoundji, allenatore di calcio e ex calciatore beninese (Porto-Novo, n. 1978)

## Architetti(1)
- Moussa Mostafa Moussa, architetto e politico egiziano (Giza, n. 1952)

## Attori(1)
- Moussa Maaskri, attore algerino (Chelghoum Laïd, n. 1962)

## Calciatori(45)
- Moussa Alzouma, calciatore nigerino (n. 1982)
- Moussa Bagayoko, calciatore maliano (Bamako, n. 1998)
- Moussa Bakayoko, calciatore ivoriano (n. 1996)
- Moussa Baradji, calciatore francese (n. 2000)
- Moussa Camara, calciatore guineano (Siguiri, n. 1998)
- Moussa Coulibaly, ex calciatore maliano (Bamako, n. 1981)
- Moussa Dembélé, ex calciatore belga (Anversa, n. 1987)
- Moussa Dembélé, calciatore francese (Pontoise, n. 1996)
- Moussa Diaby, calciatore francese (Parigi, n. 1999)
- Moussa Diakité, calciatore maliano (Bamako, n. 2003)
- Moussa Diallo, calciatore francese (Corbeil-Essonnes, n. 1997)
- Moussa Diarra, calciatore francese (Stains, n. 2000)
- Moussa Djenepo, calciatore maliano (Bamako, n. 1998)
- Moussa Djitté, calciatore senegalese (Diattouma, n. 1999)
- Moussa Doumbia, calciatore maliano (Bouaké, n. 1994)
- Moussa Gueye, ex calciatore senegalese (Dakar, n. 1989)
- Moussa Guindo, ex calciatore ivoriano (Adjamé, n. 1991)
- Moussa Hirir, calciatore gibutiano (n. 1988)
- Moussa Kalisse, calciatore olandese (Bodegraven, n. 1983)
- Moussa Koita, ex calciatore francese (Saint-Denis, n. 1982)
- Moussa Koné, ex calciatore ivoriano (Anyama, n. 1990)
- Moussa Koné, calciatore senegalese (Dakar, n. 1996)
- Moussa Kyabou, calciatore maliano (Bamako, n. 1998)
- Moussa Limane, calciatore centrafricano (Bangui, n. 1992)
- Moussa Marega, calciatore maliano (Les Ulis, n. 1991)
- Moussa N'Diaye, ex calciatore senegalese (Pire, n. 1979)
- Moussa N'Diaye, calciatore senegalese (Dakar, n. 2002)
- Moussa Narry, ex calciatore nigerino (Maradi, n. 1986)
- Moussa Niakhaté, calciatore francese (Roubaix, n. 1996)
- Moussa Njie, calciatore norvegese (Oslo, n. 1995)
- Moussa Ouattara, ex calciatore burkinabé (n. 1981)
- Moussa Sanogo, ex calciatore ivoriano (Abidjan, n. 1983)
- Moussa Sanoh, calciatore olandese (Gbapleu, n. 1995)
- Moussa Sao, calciatore francese (Fontenay-aux-Roses, n. 1989)
- Moussa Saïb, ex calciatore algerino (Théniet El Had, n. 1969)
- Moussa Sissako, calciatore francese (Clichy, n. 2000)
- Moussa Sissoko, calciatore francese (Le Blanc-Mesnil, n. 1989)
- Moussa Soumano, calciatore francese (Saint-Denis, n. 2005)
- Moussa Sylla, calciatore francese (Étampes, n. 1999)
- Moussa Traoré, calciatore ivoriano (Abidjan, n. 1990)
- Moussa Traoré, ex calciatore ivoriano (Anyama, n. 1971)
- Moussa Wagué, calciatore senegalese (Bignona, n. 1998)
- Moussa Warsama, calciatore gibutiano (n. 1988)
- Moussa Yedan, calciatore burkinabé (Bobo-Dioulasso, n. 1989)
- Moussa Yeo, calciatore maliano (Bamako, n. 2004)

## Cestisti(5)
- Moussa Badiane, ex cestista francese (Orsay, n. 1981)
- Moussa Diabaté, cestista francese (Parigi, n. 2002)
- Moussa M'Bengue, ex cestista senegalese (n. 1955)
- Moussa N'Diaye, cestista senegalese (Dakar, n. 1934 - Dakar, † 2021)
- Moussa Sène, ex cestista senegalese (Dakar, n. 1946)

## Dirigenti sportivi(1)
- Moussa Sow, dirigente sportivo e ex calciatore francese (Mantes-la-Jolie, n. 1986)

## Generali(1)
- Moussa Traoré, generale e politico maliano (Kayes, n. 1936 - Bamako, † 2020)

## Judoka(1)
- Moussa Diop, judoka senegalese (n. 1997)

## Militari(1)
- Moussa Dadis Camara, militare guineano (Koule, n. 1964)

## Ostacolisti(1)
- Moussa Dembélé, ostacolista senegalese (Guédiawaye, n. 1988)

## Patriarchi cattolici(1)
- Moussa Akari, patriarca cattolico libanese (al-Baridah, n. 1482 - Qannoubine, † 1567)

## Poeti(1)
- Yuba, poeta e cantante berbero (Dcheira El Jihadia, n. 1968)

## Politici(2)
- Moussa Faki, politico ciadiano (Biltine, n. 1960)
- Moussa Mara, politico maliano (Bamako, n. 1975)

## Registi(1)
- Moussa Sene Absa, regista, sceneggiatore e attore senegalese (Dakar, n. 1958)

## Scrittori(1)
- Moussa Konaté, scrittore maliano (Kita, n. 1951 - Limoges, † 2013)

## Senza attività specificata(1)
- Moussa Cissé, ex taekwondoka francese (n. 1984)